# Krill
Krill eller lyskrebs er rejelignende små krebsdyr – marine invertebrater – som er en vigtig del af zooplanktonet i havet. Krill er blandt andet føde for hvaler og for atlanterhavslaks under deres opvækst i Nordatlanten.
Den talrigeste art er antarktisk krill (Euphausia superba), som er hjørnestenen i det antarktiske økosystem i Sydhavet. Fx fanges og spises antarktisk krill af pingviner.
I Nordatlanten spiller norsk lyskrebs en vigtig rolle. Norsk lyskrebs findes også i de danske farvande.

## Klassifikation
Orden: Euphausiacea
- Familie: Bentheuphausiidae
  - Slægt: Bentheuphausia
    - Bentheuphausia amblyops
- Familie: Euphausiidae
  - Slægt: Euphausia
  - Slægt: Meganyctiphanes
  - Slægt: Nematobrachion
  - Slægt: Nematoscelis
  - Slægt: Nyctiphanes
  - Slægt: Stylocheiron
  - Slægt: Thysanoessa
  - Slægt: Thysanopoda